# 2000 كيو إم 251 (كويكب)
2000 كيو أم 251 (ويعرف أيضًا باسم (138628) 2000 كيو أم 251 وفق تسمية الكوكب الصغير) (بالإنجليزية: 2000 QM251)‏ هو كويكب ضمن حزام الكويكبات؛ وترتيبه 138628 من حيث الاكتشاف.
اكتُشف هذا الجُرم الفلكي بواسطة مارك ويليام بوي في 25 أغسطس 2000.

## وصلات خارجية
- 2000 كيو إم 251 (كويكب) في قاعدة بيانات مختبر الدفع النفاث لأجرام النظام الشمسي الصغيرة

- الاكتشاف · مخطط المدار ·  العناصر المدارية · المعلمات المادية

- 2000 كيو إم 251 (كويكب) على موقع ويكي سكاي: DSS2, SDSS, GALEX, IRAS, Hydrogen α, X-Ray, Astrophoto, Sky Map, Articles and images